# Reinhold S. Jäger
Reinhold S. Jäger (* 1946) ist ein deutscher Psychologe.

## Leben
Nach dem Studium (1966–1971) der Psychologie und Erziehungswissenschaft an der Universität Mannheim war er von 1971 bis 1978 wissenschaftlicher Assistent am Otto-Selz-Institut für Psychologie und Erziehungswissenschaft der Universität Mannheim. Nach der Promotion 1974 zum Dr. phil. war er von 1978 bis 1987 Leiter der Unterabteilung Testforschung und Testentwicklung des Deutschen Instituts für Internationale Pädagogische Forschung, Frankfurt am Main. Nach der Habilitation 1983 lehrte er als Privatdozent an der Universität Mannheim. 1987 folgte er dem Ruf an die Universität Koblenz-Landau, wo er bis 2011 als Professor für Psychologie im Fachbereich Psychologie sowie als geschäftsführender Leiter des Zentrums für Empirische Pädagogische Forschung (zepf) arbeitete.
Seine Forschungsschwerpunkte sind psychologische und pädagogische Diagnostik, pädagogische Psychologie und empirische Pädagogik, Evaluation, Lehren und Lernen sowie Bullying.

## Schriften (Auswahl)
- mit Roland Arbinger und Doris Jäger-Flor: Lernen lernen. Ein Lern- und Arbeitsbuch. Landau 2006, ISBN 3-933967-82-1.
- Beobachten, beurteilen und fördern! Lehrbuch für die Aus-, Fort- und Weiterbildung. Landau 2007, ISBN 3-937333-54-1.
- mit Mario Gollwitzer: Evaluation kompakt. Mit Arbeitsmaterial zum Download. Weinheim 2014, ISBN 3-621-28131-2.
- mit Ludwig Haag: Schul- und Unterrichtsentwicklung – aber wie? Eine Anleitung zur Optimierung von Schule und Unterricht. Mit Checklisten zu Überprüfung. Bad Heilbrunn 2020, ISBN 3-8252-5335-X.